# Sant Roc de la Farga de Moles
Sant Roc de la Farga de Moles és una església del municipi de les Valls de Valira, inclosa en l'Inventari del Patrimoni Arquitectònic de Catalunya.
És la mateixa església que Sant Miquel de Ponts, a l'antic nucli el de Ponts, ara la Farga de Moles, on hi havia una torre que vigilava el pas sobre la Valira, documentada al 940; des de 1004 va ser propietat del Monestir de Sant Serni de Tavèrnoles.

## Descripció
Església d'una nau amb absis semicircular, actualment en ruïna total. Ha desaparegut la nau i només resten unes filades de l'absis, fetes amb carreus disposats en filades. A l'absis són visibles part de les arcuacions cegues o llombardes.